# Daihatsu TA-X80
Der Daihatsu TA-X80 war ein Konzeptfahrzeug des japanischen Autoherstellers Daihatsu. Es wurde 1987 auf der Tokyo Motor Show präsentiert. Der TA-X80 hatte seinen Namen von Technology Advanced eXperimental und dem 80-jährigen Jubiläum von Daihatsu, zu dem er erschien.

## Übersicht
Der TA-X80 war eine zweisitzige Sportwagenstudie mit Mittelmotor, die von einem turboaufgeladenen 1,0-Liter-V6-Ottomotor mit 24 Ventilen angetrieben wurde und maximal 95 kW (130 PS) leistete. Das 880 Kilogramm schwere Fahrzeug hatte Allradantrieb und ein Viergang-Automatikgetriebe. Die angegebene Höchstgeschwindigkeit lag bei 155 mp/h (250 km/h).
Die Seitentüren der Studie waren Schiebetüren und öffneten zusammen mit einem Teil des Glasdachs. Der Innenraum war mit rotem Stoff ausgekleidet. Über mehrere Displays konnte sich der Fahrer Informationen zum Fahrzeug anzeigen lassen, die mit verschiedenen Knöpfen unter anderem auf dem Lenkrad gesteuert wurden.
Zu einer Serienfertigung des TA-X80 kam es nicht.

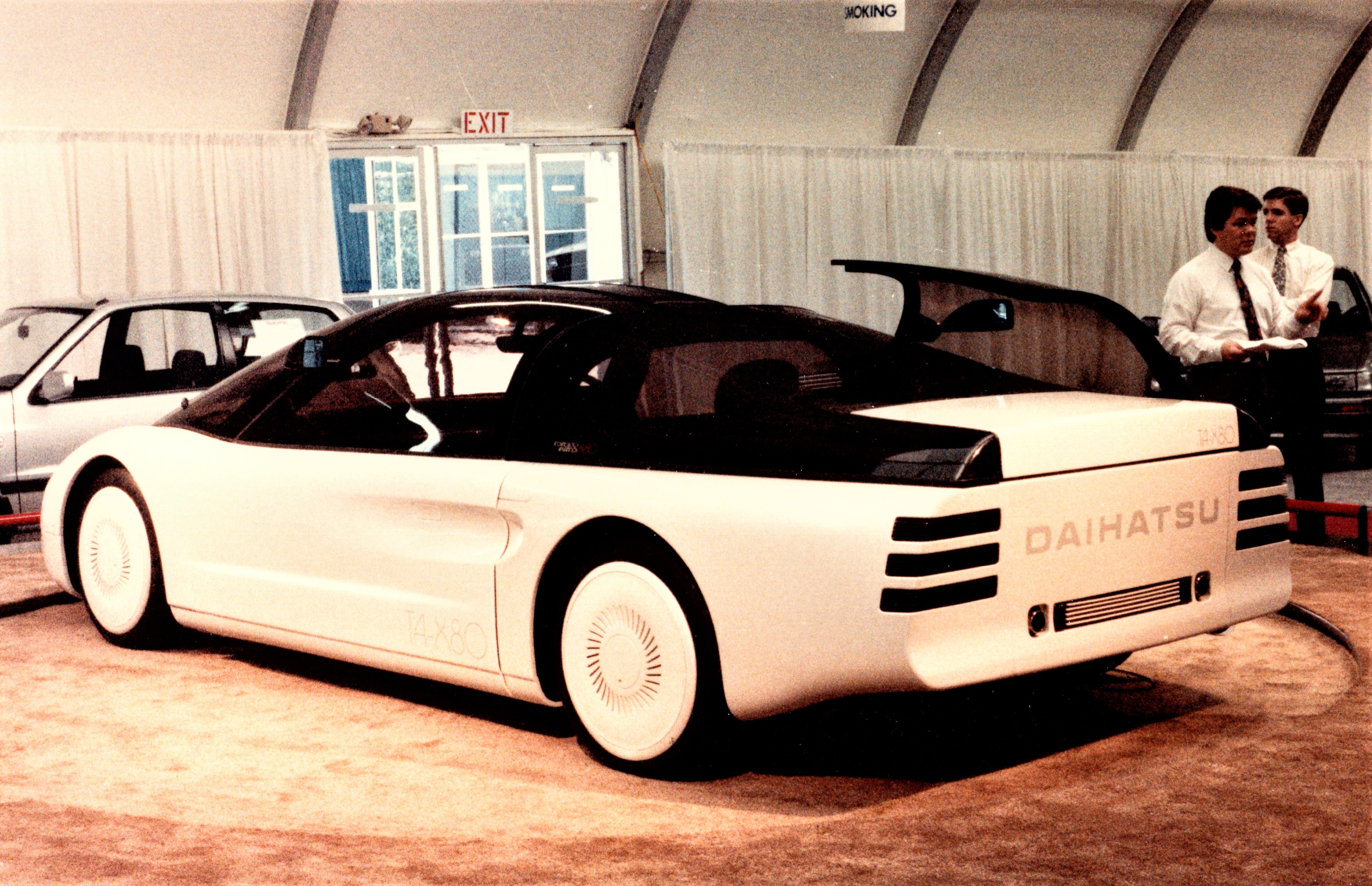
Heckansicht